# O Olho (livro)
O Olho (em russo:  Соглядатай, Sogliadatai, literalmente 'voyeur' ou 'observador'), escrito em 1930, é o quarto romance de Vladimir Nabokov. Isso foi traduzido em inglês pelo filho do autor Dmitri Nabokov em 1965.
Em pouco mais de 100 páginas, O Olho é o mais curto romance de Nabokov. Nabokov mesmo referiu para isso como um 'pequeno romance' e isso é uma obra que senta em algum lugar ao redor da fronteira entre conto estendido e novela. Isso foi produzido durante um hiato na criação de contos de Nabokov entre 1927 e 1930 como um resultado de seu crescente sucesso como um romancista.
Como em muitas das obras iniciais de Nabokov, os personagens são largamente emigrados russos relocados para Europa, especificamente Berlim. Isso neste caso, o romance é situado em duas casas onde um jovem tutor russo, Smurov, está alugando quarto e comida.

## Resumo do enredo
A ação do romance largamente começa após o atentado (talvez bem-sucedido) suicídio do protagonista. Isso ocorre após ele sofrer uma surra nas mãos de um marido traído (o protagonista tem estado tendo um caso com uma mulher chamada Matilda com quem ele tem também, aparentemente, estado em vez entediado). Após sua suposta morte, e assumindo tudo no mundo ao redor dele para ser uma manifestação de sua 'restante' imaginação, seu "olho" observa um grupo de russos emigrantes como ele tenta para averiguar suas opiniões do personagem Smurov, ao redor de quem muita incerteza e suspeita existem.

## Temas
O romance lida largamente com indeterminado lócus de identidade e o construtivismo social da identidade nas reações e opiniões de outros. Smurov existe como uma fraude, nobre, canalha, "aventureiro sexual", ladrão, e espião nos olhos dos vários personagens. Em alguns sensos Smurov é aparentado para o narrador de Notas do Subterrâneo de Dostoiévski. Como o protagonista cuidadosamente coleta estas observações, ele atenta para construir uma estável perspectiva em Smurov — quem nós apenas tardiamente descobrimos que é o narrador em si. O resultado é uma meditação sobre o relacionamento entre subjetividade e objetividade.
A obra é a primeira na oeuvre de Nabokov envolvendo um narrador em primeira pessoa e, especificamente, um que impõe seu mundo de fantasia em cima do mundo real. Isso foi para ser uma estrutura que foi desenvolvida amplamente em tardias obras tais como Desespero (1934), Fogo Pálido (1962) e seu romance final, Look at the Harlequins! (1974). Em uma entrevista de 1967 com Alfred Appel Jr., Nabokov retrospectivamente sugeriu que a obra poderia ter representado um ponto de viragem em sua carreira neste respeito.